# Stupinigi

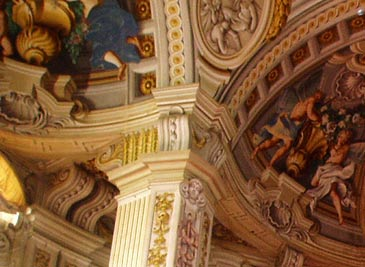
Le salon central de la Palazzina, dont les fresques ont été peintes par Giuseppe et Domenico Valeriani en 1732.

Stupinigi est une frazione de la commune italienne de Nichelino, dans la province de Turin et la région du Piémont. Les habitants sont environ 200.

## Situation
Stupinigi est limitrophe de Candiolo et d'Orbassano, deux communes de la banlieue sud-ouest de Turin, et située à environ dix kilomètres de la ville. Avant 1869, elle était rattachée à la commune de Vinovo. Stupinigi est connue pour son pavillon de chasse du XVIIIe siècle, qui fut une résidence royale de la maison de Savoie, pour son château médiéval, pour son parc et pour sa réserve naturelle.

## Histoire
Historiquement, Stupinigi était centré autour du Castelvecchio, un château médiéval qui appartenait aux seigneurs du Piémont, de la branche de Savoie-Achaïe, éteinte en 1416. En 1439, le château est acquis par Orlando Pallavicino le Magnifique. En 1563, il revient à Emmanuel-Philibert de Savoie, duc de Savoie, qui l'attribue par la suite à l'ordre des Saints-Maurice-et-Lazare.
Le pavillon de chasse de Stupinigi (Palazzina di caccia di Stupinigi), un pavillon de chasse construit à grande échelle, fut conçu par l'architecte Filippo Juvarra pour Victor Amédée II, agissant comme Grand-Maître de l'Ordre. Les travaux ont débuté en 1729, et le site accueille sa première chasse deux ans plus tard. La propriété du château est transmise en 1832 à la famille royale, puis à l'État en 1919 et restituée à l'Ordre en 1925.
Le parco Naturale di Stupinigi, qui couvre une surface de forêts et de terres agricoles dans Stupinigi et les communes de Candiolo et de Orbassano, a été déclarée réserve naturelle en 1991. Il n'y a plus eu cerfs depuis le XIXe siècle, mais c'est un refuge pour des espèces végétales rares et pour la faune.